# محیط زیست‌گرایی

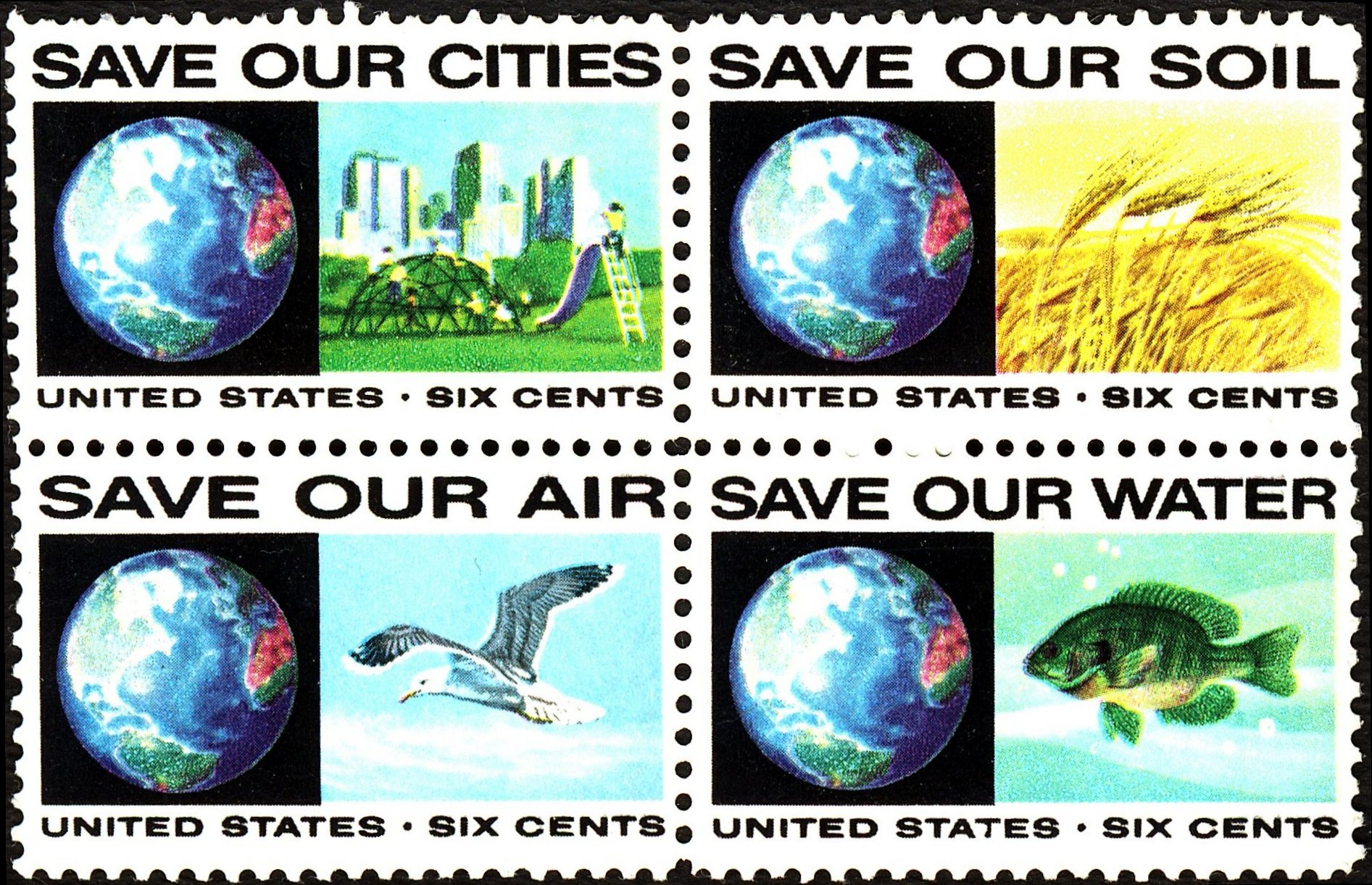
تمبری مربوط به دههٔ هفتاد آمریکا دربارهٔ هواداری از محیط زیست

محیط زیست‌گرایی یا محیط‌گرایی، (که با عنوان هواداری از محیط زیست یا دفاع از محیط زیست هم شناخته می‌شود) همچنین بوم‌گرایی یا اکولوژیسم (به فرانسوی: Écologisme)، جنبشی اجتماعی با فلسفهٔ پشتیبانی از محیط زیست و پاسداری از منابع طبیعی است. نماد این جنبش گسترده رنگ سبز است.

## تاریخچه
در نوشته‌های مردمان خاورمیانه در سال‌های چیرگی اسلام بر آن بخش از جهان اشاره‌هایی به پاس‌داشت محیط زیست و جلوگیری از آلوده‌سازی آن شده‌است. در اروپا پیشینه این جنبش به روزگاری بازمی‌گردد که شاه ادوارد یکم دچار بیماری تنفسی شد و آنگاه که دریافت که عامل بیماریش دود بوده‌است، سوزاندن زغال سنگ را در ۱۷۲۷ ممنوع داشت.

## هواداران محیط زیست
هواداران محیط زیست به سه دسته بخش می‌شوند: سبزهای تیره، سبزهای روشن و سبزهای تابان.
- سبزهای روشن پاس‌داری از محیط زیست را مسئولیتی فردی می‌دانند. آنها به هواخواهی از محیط زیست به دیدهٔ یک مرام سیاسی نمی‌نگرند بلکه آن را بیشتر شیوه‌ای برای زندگی می‌دانند.
- سبزهای تابان به تغییرهای بنیادین در زمینهٔ سیاسی و اجتماعی برای نجات محیط زیست باور دارند.
- سبزهای تیره هم بدین جنبش به چشم بازتاب صنعتی‌گرایی می‌نگرند و در جستجوی تغییرهایی رادیکال در عرصهٔ سیاسی‌اند.

هواداری از محیط زیست با پیدایش پدیده‌هایی چون گرم شدن زمین و مهندسی ژنتیک دستخوش دگرگونی‌هایی شده‌است.